# Frank Capra
Frank Capra, pseudònim de Francesco Rosario Capra (Bisacquino, Sicília, 18 de maig de 1897 – La Quinta, Califòrnia, 3 de setembre de 1991) fou un director de cinema, productor i escriptor nord-americà d'origen italià, que va impulsar algunes de les principals pel·lícules guardonades la dècada del 1930 i del 1940. Nascut a Itàlia i criat a Los Angeles des dels cinc anys, la seva història entre la pobresa i la riquesa ha portat historiadors del cinema com Ian Freer a considerar-lo el " Somni americà personificat".
Capra es va convertir en un dels directors més influents dels Estats Units durant la dècada de 1930, i va guanyar tres premis Oscar al millor director entre sis nominacions, juntament amb altres tres premis Oscar de nou nominacions en altres categories. Entre les seves pel·lícules principals hi ha Va succeir una nit (1934), Mr. Deeds Goes to Town (1936), No us l'endureu pas (1938) i Mr. Smith Goes to Washington (1939). Durant la Segona Guerra Mundial, Capra va servir al Cos de senyals de l'exèrcit dels EUA i va produir pel·lícules de propaganda, com la sèrie Why We Fight.
Després de la Segona Guerra Mundial, la carrera de Capra va disminuir, ja que les seves pel·lícules posteriors, com Que bonic que és viure (1946), tenien un mal rendiment quan es van estrenar. En les dècades següents, però, Que bonic que és viure i altres pel·lícules de Capra van ser revisades favorablement per la crítica. Fora de la direcció, Capra va ser actiu en la indústria cinematogràfica, participant en diverses activitats polítiques i socials. Va exercir com a president de l' Acadèmia de les Arts i les Ciències Cinematogràfiques, va treballar al costat del Sindicat d'Escriptors d'Amèrica i va ser el cap del Gremi de Directors d'Amèrica.

## Biografia

### Primers anys
Nascut amb el nom de Francesco Rosario Capra a Sicília, Capra va emigrar als Estats Units a l'edat de sis anys (1903) amb el seu pare Salvatore, la seva mare Rosaria Nicolosi i els seus germans Giuseppa, Giuseppe i Antonia; eren catòlics. A Califòrnia es reuneixen amb Benedetto Capra, (el germà gran) i s'assenten a Los Angeles, on Frank Capra va cursar estudis a l'Institut Tecnològic de Califòrnia (conegut llavors com el Throop Institute) on obtingué el grau d'enginyer químic. El 18 d'octubre de 1918 es va enrolar, després de la seva graduació, a l'exèrcit americà com a professor, i es llicencià el 13 de desembre de 1920 en contraure la grip espanyola. Aquest any va obtenir la ciutadania nord-americana i es va posar el nom de Frank Russell Capra.

### Inicis professionals
Igual que altres directors dels anys 30 i 40, Capra va començar la seva carrera al cinema mut, destacant com a director i guionista de comèdies protagonitzades per Harry Langdon i els seus nois. El 1930 Capra va anar a treballar per Mack Sennett i es va traslladar a la Columbia Pictures on va col·laborar estretament amb el guionista Robert Riskin (marit de Fay Wray) i el càmera Joseph Walker. Capra acabaria dirigint 20 pel·lícules per a l'estudi, inclosos tots els seus clàssics.

### Època daurada
Després dels Premis de l'Acadèmia (Oscar) a millor director i millor pel·lícula per Va succeir una nit, el 1934, que també va guanyar els guardons per al millor actor i actriu (Clark Gable i Claudette Colbert), Capra va dirigir una sèrie de pel·lícules per Columbia de tall espiritual i humanitari. La més coneguda és Mr. Deeds Goes to Town, les originals Lost Horizon, No us l'endureu pas i Mr. Smith Goes to Washington. Va estar durant deu anys sense dirigir altres comèdies fins a la clàssica Arsenic and Old Lace. Entre els actors que van obtenir el seu èxit gràcies a Capra hi ha Barbara Stanwyck, James Stewart, Gary Cooper i Jean Arthur.
Les pel·lícules de Capra van gaudir d'un important èxit en els premis de l'acadèmia. Va succeir una nit va ser la primera pel·lícula que va guanyar els cinc Oscar més importants (a la millor pel·lícula, al millor director, al millor actor, a la millor actriu i al millor guió adaptat). Va ser una de les primeres pel·lícules de carreteres i va inspirar variacions sobre aquest tema a altres realitzadors. El 1936, Capra guanya el seu segon Oscar a la millor direcció per Mr. Deeds Goes to Town i el 1938 guanya el tercer per No us l'endureu pas amb el qual va guanyar també l'Oscar a la millor pel·lícula.

### Documentalista de guerra
Entre 1942 i 1948, va produir el film State of the Union, i va dirigir o codirigir 8 documentals de guerra incloent Prelude to War (1942), The Nazis Strike (1942), The Battle of Britain (1943), Divide and Conquer (1943), Know Your Enemy Japan (1945), Tunisian Victory (1945) i Two Down and One to Go (1945). La seva sèrie documental Why We Fight, que també va guanyar el premi de l'Acadèmia, és considerada una obra mestra de la propaganda de guerra. Capra es va posar com a meta convèncer un país per entrar en guerra, motivar les tropes i obtenir l'aliança de l'URSS, entre altres qüestions de crucial importància.

### Que bonic que és viure
Que bonic és viure (1946) és potser la pel·lícula més coneguda de Capra. Tot i no ser molt ben considerada per alguns sectors, va ser nominada per a cinc Oscars, inclosos el de millor director i millor fotografia.
La pel·lícula ha renascut gràcies a la televisió, on s'ha convertit en un clàssic del Nadal a molts països. En expirar els drets d'autor de la pel·lícula, va passar a ser de domini públic i les emissores de televisió van creure que podien emetre sense pagar royalties. Amb aquest nou mitjà de comunicació, Que bonic que és viure ha quedat com una tradició nadalenca més.
Tot i que el copyright del film havia expirat, estava encara protegit en virtut d'haver estat realitzat basant-se en un altre material que sí que estava protegit, com el guió, la música, etc. La impugnació de la Cort Suprema dels Estats Units va impedir la seva reemissió i en l'actualitat només es pot veure en unes poques cadenes, com l'americana NBC.

### Últim film
L'última pel·lícula de Capra va ser Un gàngster per a un miracle, de 1961, amb Glenn Ford i Bette Davis. Capra hauria volgut fer una pel·lícula de ciència-ficció més endavant, però no va aconseguir superar l'etapa de pre-producció. Alguns dels últims treballs del director van consistir en la producció de sèries científiques per a la televisió.
El 1982 va ser homenatjat per l'American Film Institute per la seva obra.

### Mort i llegat
Frank Capra va morir a La Quinta (Califòrnia) d'un atac de cor mentre dormia, a l'edat de 94 anys. Va ser enterrat al cementiri de Coachella, Califòrnia.
El seu fill, Frank Capra, Jr. - un dels tres fills fruit del matrimoni amb la seva segona esposa, Lou Capra - és president de Screen Gems, a Wilmington, Carolina del Nord. El net de Frank Capra és Frank Capra III.

### La biografia escrita de Capra
El 1971, Capra va publicar la seva autobiografia, The Name Above the Title. Sense entrar en detalls, ofereix un autoretrat d'obligada lectura per a la comprensió d'aquesta figura del cinema.
Capra va ser també el subjecte d'una biografia escrita en 1991 per Joseph McBride titulada Frank Capra: The Catastrophe of Success. McBride corregeix moltes de les impressions deixades per Capra en la seva autobiografia.

## Filmografia
| - Fultah Fisher's Boarding House (La pensió de Fultah Fischer) (1922) Curtmetratge - The Strong Man (El forçut) (1926) - For the Love of Mike (Els tres pares) (1927) - Long Pants (Els seus primers pantalons) (1927) - The Power of the Press (El poder d'una llàgrima) (1928) - Say It with Sables (1928) - So This Is Love? (Abandonada) (1928) - Submarine (Submarí) (1928) - The Way of the Strong (1928) - The Burglar (1928) - That Certain Thing (Com es talla el pernil) (1928) - The Matinee Idol (El teatre de Minnie) (1928) - Flight (Àguiles) (1929) - The Donovan Affair (La anell que mata) (1929) - The Younger Generation (La nova generació) (1929) - Rain or Shine (Passa el cel) (1930) - Ladies of Leisure (Dones lleugeres) (1930) - Dirigible (Dirigible (1931) - The Miracle Woman (La dona miraculosa) (1931) - Platinum Blonde (La gàbia d'or) (1931) - Forbidden (Amor prohibit) (1932) | - American Madness (La bogeria del dòlar) (1932) - The Bitter Tea of General Yen (L'amargor del general Yen) (1932) - Lady for a Day (Dama per un dia) (1933) - Va succeir una nit (1934) - Broadway Bill (Estrictament confidencial) (1934) - Mr. Deeds Goes to Town (El secret de viure) (1936) - Horitzons perduts (Lost Horizonts) (1937) - No us l'endureu pas (You Can't Take It With You) (1938) - Mr. Smith Goes to Washington (El senyor Smith va al Senat) (1939) - L'home del carrer (Meet John Doe) (1941) - Why We Fight (1942-45) - Arsènic per compassió (Arsenic and Old Lace) (1944) - The Battle of China (1944) - Que bonic que és viure (1946) - State of the Union (L'estat de la Unió) (1948) - Riding High (Així ho va voler la sort) (1950) - Here Comes the Groom (Aquí ve el nuvi) (1951) - Hemo the Magnificent (TV) 1957. - Milionari d'il·lusions (A Hole in the Head) (1959) - Un gàngster per a un miracle (Pocketful of Miracles) (1961) |

| Decenni             | 1910 | 1920 | 1930 | 1940 | 1950 | 1960 | 1970 | 1980 | 1990 | 2000 | Total |
| ------------------- | ---- | ---- | ---- | ---- | ---- | ---- | ---- | ---- | ---- | ---- | ----- |
| Núm. de pel·lícules |      |      | 13   | 15   | 6    | 3    | 1    |      |      |      | 38    |
| Puntuació > 7       |      |      | 9    | 4    |      | 1    |      |      |      |      | 14    |

### Sèrie documental "Why We Fight"
- Prelude To War (1943)
- The Nazis Strike (1943)
- Divide And Conquer (1943)
- The Battle Of Britain (1943)
- The Battle Of Russia (1943)
- The Battle Of China (1944)
- War Comes To America (1945)